# Åströmsforsen
Åströmsforsen är ett naturreservat i Robertsfors kommun i Västerbottens län.
Området är naturskyddat sedan 1984 och är 20 hektar stort. Naturreservatet ligger cirka 6 kilometer söder om Robertsfors samhälle strax väster om väg E4. Reservatet omfattar forssträckan av Rickleån med stränder. Reservatet som även består av skog och odlad mark har som syfte att bevara forsen.